# Lucie Manvel
 (décembre 2012).
Lucie Manvel, née Lucie Jeanne Tanchon le 1er mai 1863 à Marseille et morte le 3 novembre 1943 à Paris 17e, est une comédienne de théâtre française.

## Biographie
Élève du Conservatoire et ayant eu, par ailleurs, Sarah Bernhardt et Louis Monrose comme professeurs, elle débute dans les années 1880 et joue entre autres au théâtre du Vaudeville, à l'Ambigu-Comique, au Théâtre-Libre, à l'Odéon, au Théâtre des Variétés, au Théâtre du Cercle à Aix-les-Bains (La Vie facile, Mathias Sandorf, La Chance de Françoise, Myrtil et Mélicerte, Amoureuse, La Jeunesse des mousquetaires, La Vie à deux, Fedora, Jeunes Amours, La Flamboyante, Les Femmes savantes, Gogo, Les Dominos roses, Midi à quatorze heures, Le Nouveau Monde, La Course au baiser, Les Rantzau (à Londres), La Marchande de sourires, Le bonheur conjugal, Les Espérances, Chez l'avocat, Diplomate...)
Elle est inhumée au cimetière de Montmartre.

## Sources
- Le Théâtre à Paris
- L'Orchestre
- Le Gaulois
- Les Archives théâtrales
- Les Annales du théâtre et de la musique
- Officiel-Artiste, Officiel-Théâtre
- Les Archives photographiques (Nadar)
- Le Figaro
- Le Rappel
- Revue illustrée
- Almanach des spectacles
- La Soirée parisienne
- Théâtre d'amour (Georges de Porto-Riche)
- Gil Blas
- Bibliothèque nationale de France (Manuscrits)
- Le Costume au théâtre et à la ville
- Le Matin
- Le Journal des débats
- Le Ménestrel
- Le Temps
- Le XIXe siècle
- La Presse
- L'Annuaire des artistes 1893
- Le Voleur illustré
- La Lanterne
- Le Radical
- Le Petit Parisien
- La Justice
- Le Journal